# Marcello Melo Jr.
Marcello Melo Jr. (Nova Iguaçu, 19 de novembro de 1987) é um ator, cantor, compositor, músico e modelo brasileiro.

## Biografia
Marcello Melo Jr. nasceu em Nova Iguaçu, na Baixada Fluminense, RJ, e foi criado no morro do Vidigal, Zona Sul do Rio de Janeiro.
Em entrevista para a revista "Quem", em 2012: "Vim morar com meu pai no Vidigal aos 7 anos e vi o primeiro espetáculo, no qual ele fazia parte do elenco, e me apaixonei. Ele é meu primeiro ídolo. Minha infância lá foi bem divertida, eu empinava pipa, era muito moleque, fazia teatro, tive muita felicidade e ao mesmo tempo aprendia as responsabilidades".
Marcello é filho do ator e cantor Marcelo Melo e primo da atriz Taís Araújo.

## Carreira
Em 1998, Marcelo Melo Jr., ainda criança, iniciou a vida artística fazendo aulas no "Grupo Nós do Morro", e depois conquistou vários personagens de sucesso na TV e no Cinema. Formado pelo grupo de teatro "Nós do Morro", do qual faz parte desde 1997. Marcello também é cantor, músico e compositor e um dos principais vocais, sendo um dos rappers mais criativos da banda de hip hop, "Melanina Carioca".
No cinema, participou das produções de maior sucesso da retomada do cinema brasileiro como "Cidade de Deus" de Fernando Meirelles, "Tropa de Elite" de José Padilha, "Meu Nome Não É Johnny" de Guilherme Fiuza, e "Última Parada 174" de Bruno Barreto.
Em teatro participou de inúmeras montagens do Grupo "Nós do Morro", dentre elas com destaque em “Os Dois Cavaleiros de Verona” com direção de Guti Fraga.
Em 2009 atuou na TV em "A Lei e o Crime", seriado da Rede Record e na novela "Viver a Vida".
Em 2010, fez parte do elenco da novela juvenil "Malhação" com o personagem Maicon.
No ano seguinte, integrou o elenco da novela "A Vida da Gente". Logo em 2012, em outra novela das seis, "Lado a Lado", como Caniço.
Em 2014, esteve no elenco da novela das nove, Em Família, como o violento e vilão Jairo. Em novembro desse mesmo ano foi campeão do quadro Dança dos Famosos.
Também em 2014, Marcello lançou a sua própria linha de bonés e camisetas, em parceria com "Uníti Rio", a "Coleção Mjr". O lançamento aconteceu no dia 28 de agosto, no "Top Fashion Bazar", na Barra da Tijuca no Rio de Janeiro.
Em 2015 o ator integra o elenco da novela Babilônia, interpretando "Ivan", um professor de slackline. Seu personagem, um homem homossexual, se envolveria o personagem de Marcos Pasquim, porém eles não terão mais um caso, como estava previsto na sinopse da novela.
Em 2016, o ator lança a sua linha óculos escuros.

## Filmografia

### Televisão
| Ano     | Título                     | Personagem                      | Notas                               |
| ------- | -------------------------- | ------------------------------- | ----------------------------------- |
| 2000    | Uga Uga                    | Menino vendedor de paçoca       | Episódio: ”31 de maio”              |
| 2004    | A Escrava Isaura           | Edmundo                         | Episódio: "18 de outubro"           |
| 2005    | Prova de Amor              | Ernesto                         | Episódio: "18 de novembro"          |
| 2006    | Linha Direta Justiça       | Nelson Cunha                    | Episódio: "A Chacina da Candelária" |
| 2006    | A Grande Família           | Funkeiro                        | Episódio: "Genro Faz Mal à Saúde!"  |
| 2007    | Vidas Opostas              | Tato                            | Episódios: "26–27 de fevereiro"     |
| 2009    | A Lei e o Crime            | Sérgio Zica                     |                                     |
| 2009    | Viver a Vida               | Benedito Sampaio (Benê)         |                                     |
| 2010    | Malhação                   | Maicon de Sousa                 | Temporada 18                        |
| 2011    | A Vida da Gente            | Mathias                         |                                     |
| 2012    | Lado a Lado                | José Emanuel (Caniço)           |                                     |
| 2013    | Sangue Bom                 | Carlos                          |                                     |
| 2014    | Em Família                 | Jairo da Silva                  |                                     |
| 2014    | Dança dos Famosos          | Participante (Vencedor)         | Temporada 11                        |
| 2015    | Babilônia                  | Ivan Camargo                    |                                     |
| 2016    | Ômicron                    | Ômicron                         |                                     |
| 2016    | Segredos de Justiça        | Emerson                         | Episódio: "Mais Vale Dois Pais"     |
| 2016    | Sol Nascente               | Tiago de Souza                  |                                     |
| 2017    | Popstar                    | Participante (13º lugar)        | Temporada 1                         |
| 2017    | Tempo de Amar              | Edgar Herman                    |                                     |
| 2018    | O Sétimo Guardião          | Fabim dos Santos                |                                     |
| 2019    | Bom Sucesso                | Yuri Lima                       |                                     |
| 2020-25 | Arcanjo Renegado           | Mikhael Afonso                  |                                     |
| 2020    | Salve-se Quem Puder        | Ele mesmo                       | Episódio: "13 de março"             |
| 2020    | Sob Pressão: Plantão Covid | Gilmar Batista                  | Episódio: "13 de outubro"           |
| 2021    | Super Dança dos Famosos    | Participante (8° lugar)         | Temporada 18                        |
| 2022    | Mar do Sertão              | Vanclei Magalhães               |                                     |
| 2024    | Renascer                   | José Bento Inocêncio (Zé Bento) |                                     |
| 2024    | Dom                        | Miguel Pereira                  | Temporada 3                         |
| 2025    | Dona de Mim                | Costa                           | Episódios: "6–13 de maio"           |

### Cinema
| Ano  | Título                                                   | Personagem         |
| ---- | -------------------------------------------------------- | ------------------ |
| 2002 | Cidade de Deus                                           | Rafael (Pulguinha) |
| 2008 | Última Parada 174                                        | Alesandro          |
| 2010 | 5x Favela - Agora por Nós Mesmos                         | Alex               |
| 2011 | Desenrola                                                | Hugo               |
| 2012 | Cidade de Deus - 10 Anos Depois                          | Ele mesmo          |
| 2014 | Alemão                                                   | Carlos (Carlinhos) |
| 2016 | Tô Ryca                                                  | Ruben              |
| 2016 | De Repente Eu Te Amo - O Filme                           | Dênis              |
| 2017 | Quando o Galo Cantar Pela Terceira Vez Renegarás Tua Mãe | Jânio              |
| 2022 | Tô Ryca 2                                                | Ruben              |

### Internet
| Ano  | Título                | Personagem | Nota       |
| ---- | --------------------- | ---------- | ---------- |
| 2015 | Ta Fazendo o Que?     | Ele mesmo  | "Esquetes" |
| 2019 | Seu Sorriso Muda Tudo |            | "Websérie" |

## Música
- P21 ["Projeto 21"] (A partir de 2018, Marcello forma dueto com Bernardo Mesquita).
- Melanina Carioca (De 2009 a 2017, Marcello Melo Jr. fez parte do grupo de hip hop com mais sete integrantes, entre eles, o ator Jonathan Haagensen e as atrizes Roberta Rodrigues e Roberta Santiago).

## Premios e indicações
| Ano  | Festival                      | Categoria                      | Nomeações                 | Resultado |
| ---- | ----------------------------- | ------------------------------ | ------------------------- | --------- |
| 2009 | Troféu Raça Negra             | Ator                           | Viver a Vida              | Venceu    |
| 2010 | Troféu Raça Negra             | Melhor ator de TV              | Malhação                  | Venceu    |
| 2014 | Prêmio Extra de Televisão     | Melhor Ator Coadjuvante        | Em Família                | Indicado  |
| 2014 | Prêmio F5 da Folha de S.Paulo | Melhor Ator Coadjuvante        | Em Família                | Indicado  |
| 2015 | Meus Prêmios Nick             | Revelação Musical              | Melanina Carioca          | Indicado  |
| 2016 | Prêmio da Música Brasileira   | Melhor Grupo de Canção Popular | Vivendo de Amor – Ao Vivo | Indicado  |
| 2020 | Séries em Cena Awards         | Melhor Ator Nacional           | Arcanjo Renegado          | Venceu    |
| 2020 | Prêmio F5                     | Melhor Ator de Série Dramática | Arcanjo Renegado          | Indicado  |
| 2020 | Prêmio The Brazilian Critic   | Melhor Ator em Série de Drama  | Arcanjo Renegado          | Venceu    |
| 2020 | Melhores do Ano NaTelinha     | Melhor Ator                    | Arcanjo Renegado          | Indicado  |
| 2020 | Troféu APCA                   | Melhor Ator                    | Arcanjo Renegado          | Indicado  |
| 2021 | Melhores do Ano               | Ator de Série                  | Arcanjo Renegado          | Indicado  |
| 2022 | Melhores do Ano               | Ator de Série                  | Arcanjo Renegado          | Indicado  |
| 2023 | Prêmio iBest                  | Influenciador Protagonista     | Arcanjo Renegado          | Pendente  |